# ثرومورجان فيران
ثرومورجان فيران، من مواليد 9 يناير 1983 في ماليزيا، لاعب كرة قدم ماليزي.
بدأ مسيرته الكروية مع نادي بيراك في عام 2003، ولعب معهم حتى عام 2006، ومنذ عام 2006 وهو يلعب مع نادي كيداه.
و قد بدأ باللعب مع منتخب ماليزيا لكرة القدم في عام 2005.

## وصلات خارجية
- ثرومورجان فيران على موقع ناشيونال فوتبول تيمز (الإنجليزية)
- ثرومورجان فيران على موقع Soccerway.com (الإنجليزية)